# Кишкинский Исток
Кишкинский Исток, также озеро Кишкино — река в России, протекает в Шелаболихинском районе Алтайского края. Длина реки составляет 46 км.
Начинается к северу от села Омутское, течёт по заболоченной обской пойме в северо-западном направлении. Протекает по северной окраине сёл Селезнёво и Киприно и по южной — Сакмарино. Впадает в Старую Обь на высоте 116,9 метра над уровнем моря в 37 км по левому берегу.

## Данные водного реестра
По данным государственного водного реестра России относится к Верхнеобскому бассейновому округу, водохозяйственный участок реки — Обь от города Барнаул до Новосибирского гидроузла, без реки Чумыш, речной подбассейн реки — бассейны притоков (Верхней) Оби до впадения Томи. Речной бассейн реки — (Верхняя) Обь до впадения Иртыша.

## Притоки
Объекты перечислены по порядку от устья к истоку.
- 9 км: протока Заломная[3] (пр)
- 33 км: Купринская[3] (лв)
- Исток[3] (пр)
- 40 км: Ермачиха[3] (лв)
- 43 км: Упрямка[3] (пр)